# تومي هوليس
تومي هوليس (بالإنجليزية: Tommy Hollis)‏ مواليد 22 مارس 1954 في جاكسونفيل - الوفاة 9 سبتمبر 2001 في نيويورك، هو ممثل أمريكي فاز بجائزة المسرح العالمي.

## الأعمال
- صائدو الأشباح
- مجذوبة القمر
- مالكوم إكس
- ليون: المحترف

## روابط خارجية
- تومي هوليس على موقع IMDb (الإنجليزية)
- تومي هوليس على موقع ألو سيني (الفرنسية)
- تومي هوليس على موقع أول موفي (الإنجليزية)
- تومي هوليس على موقع قاعدة بيانات برودواي على الإنترنت (الإنجليزية)
- تومي هوليس على موقع قاعدة بيانات الأفلام السويدية (السويدية)
- تومي هوليس على موقع قاعدة بيانات الفيلم (الإنجليزية)
- تومي هوليس على موقع كينوبويسك (الروسية)